# Метерих
Метерих (њем. Metterich) општина је у њемачкој савезној држави Рајна-Палатинат. Једно је од 235 општинских средишта округа Ајфелкрајс Битбург-Прим. Према процјени из 2010. у општини је живјело 492 становника. Посједује регионалну шифру (AGS) 7232081.

## Географски и демографски подаци
Метерих се налази у савезној држави Рајна-Палатинат у округу Ајфелкрајс Битбург-Прим. Општина се налази на надморској висини од 310 метара. Површина општине износи 5,6 km². У самом мјесту је, према процјени из 2010. године, живјело 492 становника. Просјечна густина становништва износи 88 становника/km².

## Међународна сарадња
| Мјесто | Држава     | Врста сарадње | Од    |
| ------ | ---------- | ------------- | ----- |
| Дикирх | Луксембург | партнерство   | 1962. |
|        | Француска  | партнерство   | 1965. |
| Арлон  | Белгија    | партнерство   | 1965. |
|        | САД        | партнерство   | 1961. |
| Извор  |            |               |       |